# Ariston (mechanischer Musikautomat)

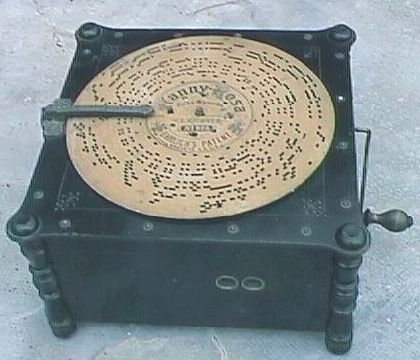
Ein Ariston
- Abmessungen: 42 × 42 × 24 cm
Gewicht: ca. 5 kg

Ariston ist der Name einer mechanischen Drehorgel, die zwischen 1880 und 1910 von der Fabrik Leipziger Musikwerke (vormals Paul Ehrlich & Co) in Gohlis (Leipzig) hergestellt wurde. Das Instrument entstand als Nachfolger von kleineren Orchestrions, sogenannten Orchestrionetten, im Jahre 1882.

## Kurzbeschreibung
Das Ariston ist der Familie der Organetten zuzuordnen. Es besitzt 24 Tonstufen, die Musik ist in Notenscheiben in Form von Lochplatten kodiert. Der im Vergleich zu anderen Musikautomaten niedrigere Kaufpreis ermöglichte auch Privatpersonen den Erwerb einer eigenen Tischdrehorgel. Circa 460.000 Instrumente wurden bis zur Einstellung der Produktion verkauft, der Plattenkatalog umfasste 4000 verschiedene Liedertitel.

## Technik
Das Ariston gehört wie die Mund- oder Ziehharmonika zu den Durchschlagzungeninstrumenten. Beim Drehen der Kurbel dreht sich die Platte, in deren Lochung ein Tastfinger springt. Jeder Tastfinger ist mit einem kleinen Hebel mit einem Ventil der zugehörigen durchschlagenden Zunge verbunden und öffnet es bei Auslösung. Die Metallzungen werden durch die aus dem Blasebalg einströmende Luft in Schwingung versetzt und erzeugen den Ton. Der Wind kommt von zwei alternierend betätigten Blasebälgen, ein Magazinbalg sorgt für gleichmäßigen Druck. Die Länge eines Stückes ist durch die Zeitdauer einer vollständigen Plattenumdrehung vorgegeben und beträgt ca. 45 Sekunden.

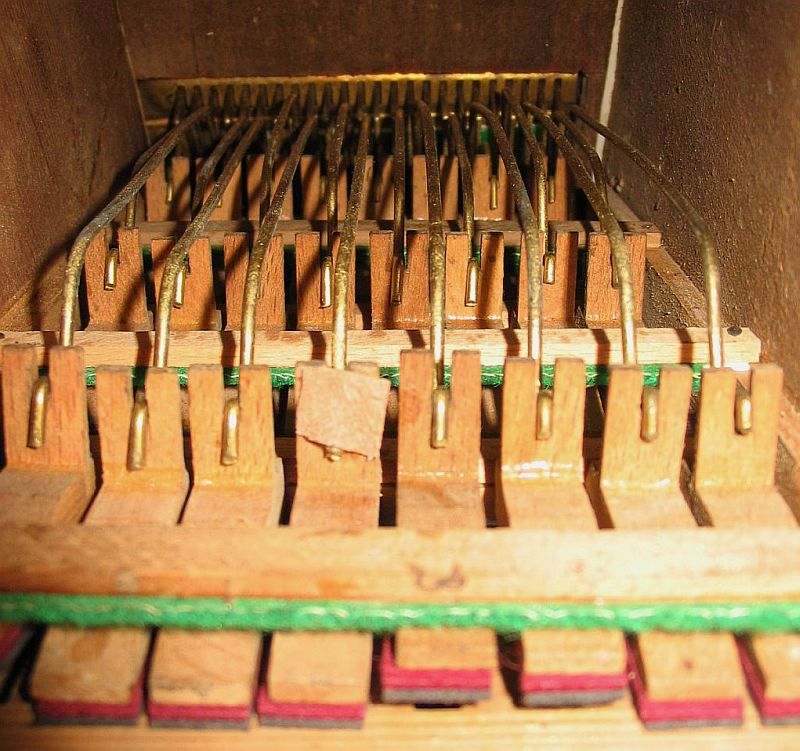
Blick von unten ins Gehäuse. Im Vordergrund die 24 Ventile mit den Hebeln, im Hintergrund der Abtastmechanismus
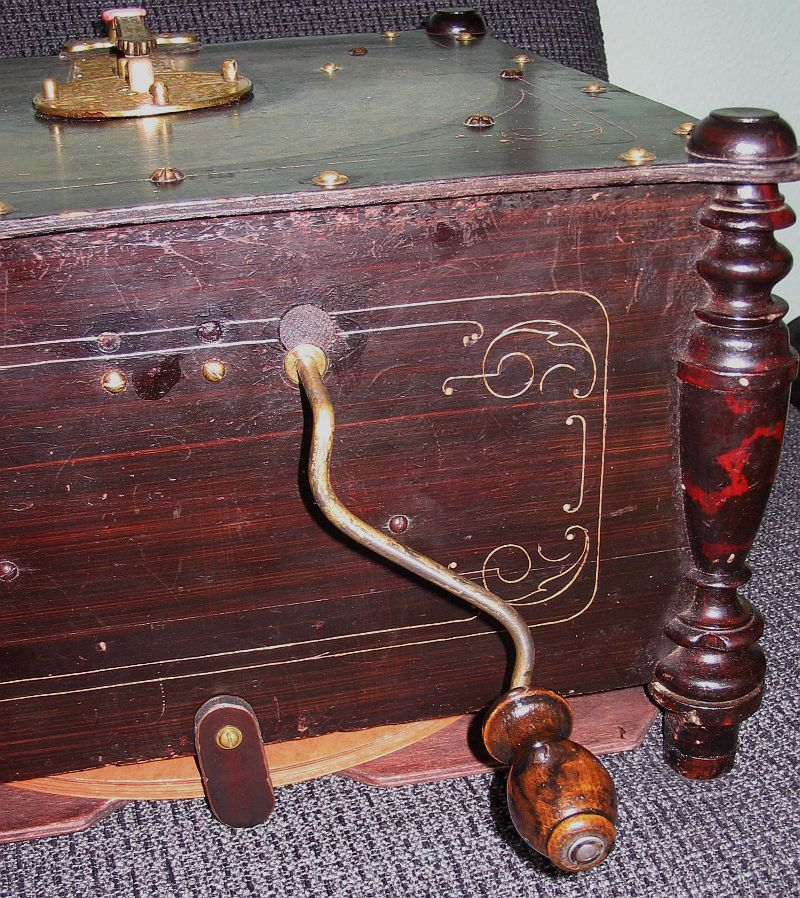
An der Geräteunterseite befindet sich ein Fach für die Spielscheiben.
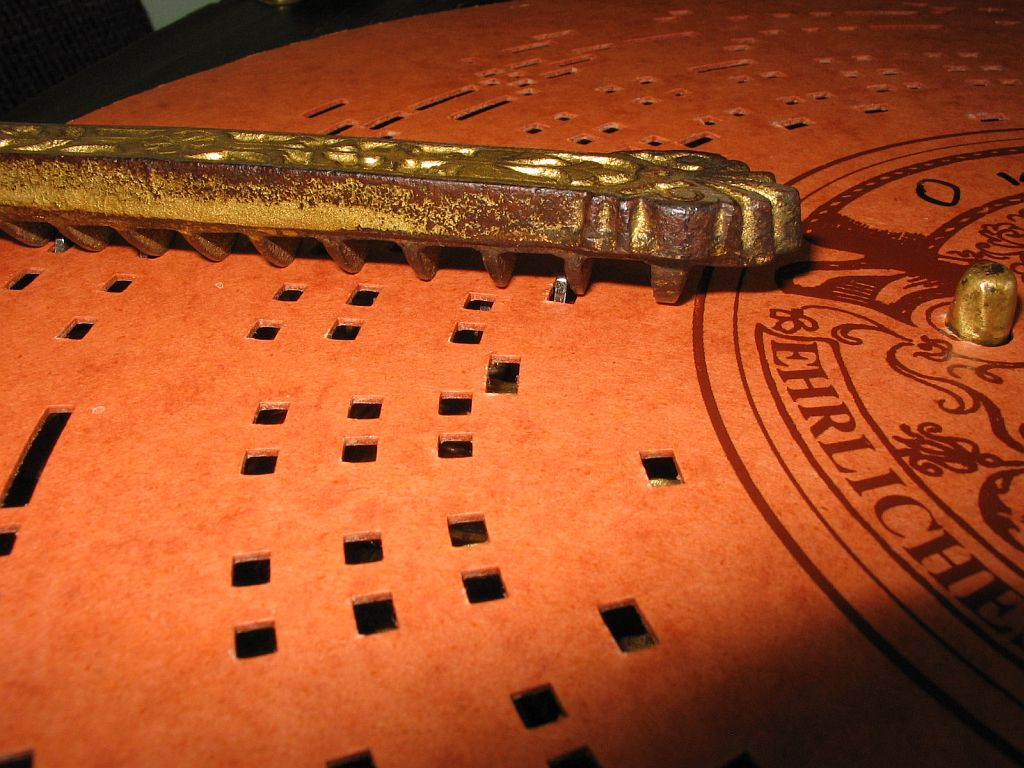
Liedplatte und Abtastarm
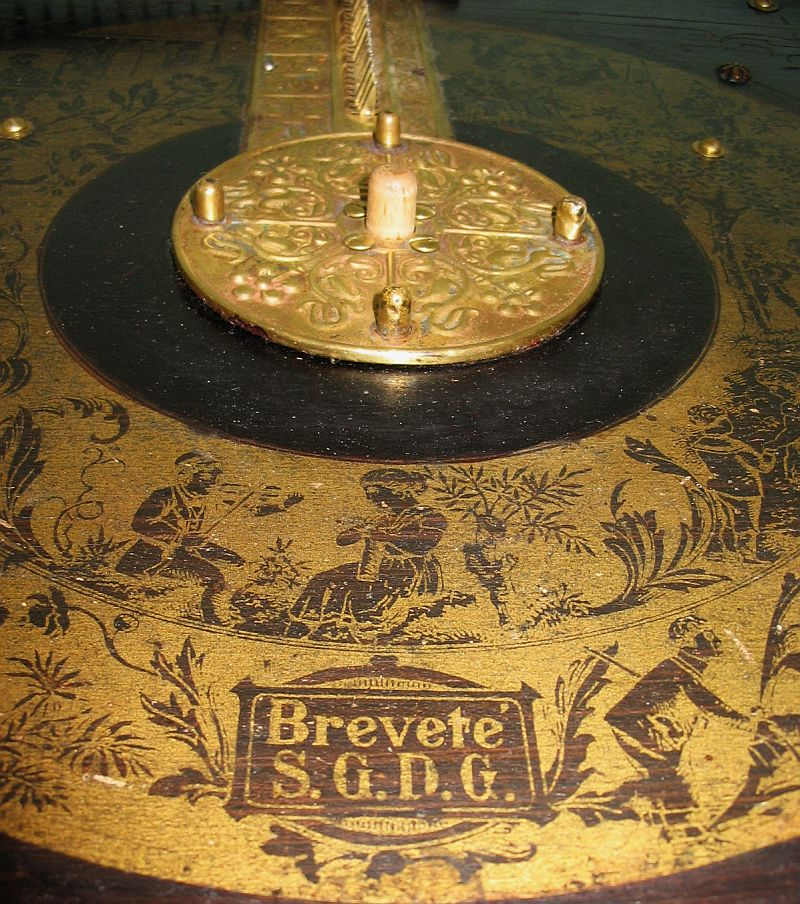
Geräteoberseite ohne Spielscheibe

## Anmerkung
1. ↑  Das gezeigte Gerät ist ein Nachbau aus Frankreich. Die Abkürzung Breveté S.G.D.G. steht für „Breveté sans Garantie du Gouvernement“ (Patent ohne Garantie der Regierung).